# 拉森 (北達科他州)
拉森（英語：Larson）是位於美國北達科他州伯克縣的普查規定居民點。

## 人口
根據2020年美國人口普查的數據，拉森的面積為1.06平方千米，皆為陸地。當地共有人口9人，而人口密度為每平方千米8.49人。